# Stephan Gierets
Stephan Gierets (* 9. März 1895 in Eupen; † 25. Juni 1941 ebenda) war ein belgischer und deutscher Politiker.

## Leben
Nach dem Schulbesuch arbeitete Gierets als Buch- und Devotionalienhändler in Eupen. Er war verheiratet und hatte ein Kind.
Von 1922 bis 1940 gehörte Gierets der Stadtverordnetenversammlung von Eupen an. 1925 war er Mitbegründer der Deutschen Partei. 1929 betätigte er sich als Gewerkschaftssekretär der Christlichen Volkspartei für Eupen, Malmedy und Sankt Vith. 1936 war Gierets Gebietsleiter für Ostbelgien und Bezirksleiter für Eupen der Heimattreuen Front, einer politischen Organisation der deutschsprachigen Bevölkerung in Belgien, die den Wiederanschluss der belgischen Ostkantone an das Deutsche Reich forderte. Gierets arbeitete mit der Westdeutschen Forschungsgemeinschaft, einer Institution der Westforschung, zusammen. Im Juni 1936 wurde Gierets wegen seiner Zusammenarbeit mit dem NS-Staat die belgische Staatsbürgerschaft aberkannt.
Nach der deutschen Besetzung Belgiens wurde Gierets am 22. Mai 1940 als Kreisleiter der NSDAP für Eupen eingesetzt. Vermutlich im selben Jahr war er der Partei beigetreten (Mitgliedsnummer 8.124.434). Zudem war er Beauftragter der Partei für die Ämter und Gemeinden im Landkreis Eupen. Gierets trat am 9. Juni 1941 in den nationalsozialistischen Reichstag ein, in dem er bis zu seinem Tod am 25. Juni desselben Monats Eupen-Malmedy vertrat. Sein Mandat wurde anschließend von Gabriel Saal weitergeführt.